# Laborde
Laborde – miejscowość i gmina we Francji, w regionie Oksytania, w departamencie Pireneje Wysokie.
Według danych na rok 1990 gminę zamieszkiwało 95 osób, a gęstość zaludnienia wynosiła 52 osoby/km² (wśród 3020 gmin regionu Midi-Pyrénées Laborde plasuje się na 968. miejscu pod względem liczby ludności, natomiast pod względem powierzchni na miejscu 1725.).